# Johann Christian Bucke
Johann Christian Bucke, auch: Buck (* 11. April 1672 in Gräfenhainichen; † 19. Oktober 1723 in Dresden) war ein deutscher lutherischer Theologe.

## Leben
Geboren als Sohn des Ratsherren und Kämmerers Christian Bucke und seiner Frau Dorothea, Tochter des Bürgermeisters von Gräfenhainichen, Christian Koppe, besuchte er zunächst die Stadtschule seiner Heimatstadt. Nachdem er in seinem 14. Lebensjahr beide Eltern verloren hatte, schickten ihn seine Verwandten auf die Wittenberger Stadtschule, wovon er 1689 auf die Schule in Torgau wechselte. So vorgebildet immatrikulierte er sich 1693 an der Universität Wittenberg, zog dann an die Universität Leipzig, wechselte nach einem Jahr wieder zurück nach Wittenberg, wo er sich 1697 den akademischen Grad eines Magisters erwarb. Von dort ging er als 1700 Adjunkt an die philosophische Fakultät in Wittenberg, wurde dort im selben Jahr Diakon an der Kirche in Torgau.
Nachdem er zwölf Jahre lang in diesem Amt gewirkt hatte, wurde er 1712 Superintendent daselbst und erwarb sich im selben Jahr durch die Disputation de Natura Absolutismus Evangelicae das Lizentiat der Theologie in Wittenberg. Er promovierte am 15. Oktober 1715 in Wittenberg zum Doktor der Theologie und wurde auf Wunsch der Königin 1723 sächsischer Oberhofprediger in Dresden, womit er auch das Amt eines Kirchen- und Oberkonsistorialrates bekleidete. Nachdem er am 22. März in sein Amt eingeführt worden war, verwaltete er dieses Amt jedoch nur ein halbes Jahr, da er bereits nach kurzer Amtszeit an „Polypo cordis“ verstarb.
Am 22. Oktober wurde er in der Dresdener Sophienkirche beigesetzt und an seinen Wirkungsstätten wurden ihm daraufhin Gedenkgottesdienste abgehalten. Aus seiner am 17. November 1705 geschlossenen Ehe mit Anna Maria, der Tochter des Torgauer Baumeisters und Kastenvorstehers Christian Gantzland, gingen sechs Kinder, ein Sohn und fünf Töchter hervor. Der Sohn Christian Wilhelm widmete sich der Rechtswissenschaft und von den Töchtern sind bekannt: Christiane Wilhelmine, Anne Marie Cristiane, Anne Christiane Charitas, Anne Salome Amalie und Anne Dorothea Friederike, welche bis auf die dritte in frühen Lebensjahren verstorben sind.

## Werke (Auswahl)
- de Pace externa
- de anno Hebraeorum jubilaeo
- de epistolaris de medieate trium in Germania religionum
- Schedisma de Medietate trium in Germania Religionura, Torgau 1722
- Thesaurum Orientis e pluribus lingiúis, Samaritana, Arabica, Aethiopica, persia, turcica & c. Colectum
- Pinacem geographicum sacrum